# Pachyballus flavipes
Pachyballus flavipes är en spindelart som beskrevs av Simon 1910. Pachyballus flavipes ingår i släktet Pachyballus och familjen hoppspindlar. Utöver nominatformen finns också underarten P. f. aurantius.